# THE VOICES
『THE VOICES』（ヴォイシズ）は日本のヘヴィメタルバンドANTHEMが2002年8月21日にリリースしたシングルである。

## 概要
アルバム「OVERLOAD」からの先行シングルで、3曲目はアルバム未収録曲である。

## 収録曲
作詞・作曲：柴田直人
1. THE VOICES
2. ROUGH AND WILD
3. LADY JADE

## 演奏
- 柴田直人：ベース、作詞、作曲
- 坂本英三：ボーカル
- 清水昭男：ギター
- 本間大嗣：ドラム